# Great Bookham
Great Bookham är en ort i unparished area Leatherhead, i distriktet Mole Valley, Storbritannien.   Den ligger i grevskapet Surrey och riksdelen England, i den södra delen av landet, 30 km sydväst om huvudstaden London. Great Bookham ligger 68 meter över havet och antalet invånare är 11 000. Great Bookham var en civil parish fram till 1974. Civil parish hade 3 964 invånare år 1951. Byn nämndes i Domedagsboken (Domesday Book) år 1086, och kallades då Bocheham.
Terrängen runt Great Bookham är lite kuperad, och sluttar norrut. Runt Great Bookham är det tätbefolkat, med 308 invånare per kvadratkilometer. Närmaste större samhälle är Sutton, 14,4 km nordost om Great Bookham. Trakten runt Great Bookham består i huvudsak av gräsmarker.